# Barbas (Meurthe-et-Moselle)
Barbas település Franciaországban, Meurthe-et-Moselle megyében. Lakosainak száma 202 fő (2022. január 1.). Barbas Ancerviller, Blâmont, Domèvre-sur-Vezouze, Halloville és Harbouey községekkel határos.

## Népesség
A település népességének változása:
| Lakosok száma | 162  | 129  | 141  | 139  | 163  | 185  | 191  | 195  | 197  | 202  |
|               | 1968 | 1982 | 1990 | 2006 | 2013 | 2015 | 2017 | 2019 | 2020 | 2022 |